# 부여 무량사 삼전패
부여 무량사 삼전패(扶餘 無量寺 三殿牌)는 충청남도 부여군, 무량사에 소장되어 있는 나무로 만든 전패 3기로, 규모는 높이 150cm, 폭 53.5cm이다. 2004년 4월 10일 충청남도의 유형문화재 제177호로 지정되었다가, 2015년 3월 4일 대한민국의 보물 제1860호로 승격되었다.

## 개요
부여 무량사에 소장되어 있는 나무로 만든 전패 3기로, 규모는 높이 150㎝, 폭 53.5㎝이다.
1654년에 만들어진 삼전패는 머리, 몸체, 대좌의 삼단(三段)으로 구성되어 있는데 몸체부는 대좌와 분리할 수 있으며, 몸체에는 직사각형의 명문곽을 만들어 불상의 명칭인 나무아미타불(南無阿彌陀佛)·나무관세음보살(南無觀世音菩薩)·나무대세지보살(南無大勢至菩薩)을 묵서(墨書)로 써 놓았다.
중심 문양은 두 마리의 용이 하늘로 올라가는 모습이며 그 사이를 운문(雲文)으로 꽉 채웠으며 모두 투각기법을 사용하였다.
부여 무량사 삼전패는 약 350여년 전에 만들어진 것으로서 국내 최대의 규모이며 조각기법이나 채색에 있어서도 가장 뛰어난 작품으로서 예술성과 불교미술적, 사료적 가치가 있다.

## 보물 승격사유
부여 무량사 삼전패는 1654년에 철학, 천승, 도균이 제작한 것으로 “二層殿丹靑畢後而兼備三殿牌(이층전 단청을 마친 후 삼전패를 겸비하였다)”라는 묵서명에서 알 수 있듯이 왕실의 안녕을 위해 제작된 것이다. 형태는 전형적인 불패 형식을 갖추었으며, 사실성과 조각성이 뛰어난 용 조각, 황금색과 홍색 위주의 단청, 보란을 갖춘 삼단대좌 등 공예기술도 뛰어나 조선 17세기 불교 목공예품의 대표작이라 할 수 있다.
또한 정확한 제작 연대와 제작 장인들을 알려주는 묵서명이 있는 점과 규모가 큰 점 등에서 조선후기 불교목공예의 편년과 도상연구의 기준이 될 수 있어 의의가 크다. 특히 17세기 전․중반에 충청남도와 전라북도를 중심으로 활동했던 불화승과 조각승이 공동작업을 한 점이 흥미롭다.
이렇듯 무량사 삼전패는 구조와 도상, 기술적, 조성기의 사료적 가치 등에서 중요한 유물이며 현존하는 삼전패 중 예술성과 전체 구조면에서 가장 뛰어나다.

## 참고 자료
- 부여 무량사 삼전패 - 국가유산청 국가유산포털